# Pierre Brazeau
Pierre Brazeau (...) è un ex sciatore alpino canadese, vincitore della Nor-Am Cup nel 1982.

## Biografia
Sciatore polivalente, Brazeau nella stagione 1981-1982 vinse sia la Nor-Am Cup generale, sia la classifica di slalom speciale; gareggiò anche in Coppa del Mondo, senza ottenere piazzamenti di rilievo. Non prese parte a rassegne olimpiche né ottenne piazzamenti ai Campionati mondiali.

## Palmarès

### Nor-Am Cup
- Vincitore della Nor-Am Cup nel 1982
- Vincitore della classifica di slalom speciale nel 1982[senza fonte]